# Pilar (Bataan)
Pilar (Bayan ng Pilar) är en kommun i Filippinerna. Kommunen ligger på ön Luzon och tillhör provinsen Bataan. Folkmängden uppgår till 41 823 invånare år 2015.

## Barangayer
Pilar är indelat i 19 barangayer.
| - Ala-uli - Bagumbayan - Balut I - Balut II - Bantan Munti - Burgos - Del Rosario (Pob.) - Diwa - Landing - Liyang | - Nagwaling - Panilao - Pantingan - Poblacion - Rizal (Pob.) - Santa Rosa - Wakas North - Wakas South - Wawa |